# Amstel Gold Race 1972
De Amstel Gold Race 1972 was 237 km lang en ging van Heerlen naar Meerssen. Op het parcours waren er 20 hellingen. Aan de start stonden 97 renners.
Het was dit jaar voor het eerst dat de Keutenberg werd opgenomen in het parcours en moest door de renners tweemaal beklommen worden.

## Verloop
De wedstrijd werd verreden in slechte weersomstandigheden. Jan Janssen valt aan (in zijn laatste profjaar) en heeft in Wittem een voorsprong van circa 1' 10". Op het natte wegdek in een scherpe bocht valt hij echter. Even later wordt hij ingelopen door het peloton. In Berg en Terblijt ontsnappen Joop Zoetemelk, Gerard Vianen, Walter Planckaert en Willy De Geest. Walter Planckaert wint het in de sprint voor Willy De Geest en Joop Zoetemelk. 

## Hellingen
De 20 hellingen gerangschikt op voorkomen op het parcours.

| 1. Hussenberg 2. Raarberg 3. Cauberg 4. Sibbergrubbe 5. Keutenberg 6. Fromberg 7. Mingersberg 8. Gulperberg 9. Koning van Spanje 10. Heyenrath | 11. Kruisberg 12. Mingersberg (2e maal) 13. Gulperberg (2e maal) 14. Koning van Spanje (2e maal) 15. Heyenrath (2e maal) 16. Sibbergrubbe (2e maal) 17. Keutenberg (2e maal) 18. Fromberg (2e maal) 19. Sibbergrubbe (3e maal) 20. Cauberg (2e maal) |

## Uitslag
| rang | renner            | land      | tijd       |
| ---- | ----------------- | --------- | ---------- |
| 1    | Walter Planckaert | België    | 6u 17' 39" |
| 2    | Willy De Geest    | België    | z.t.       |
| 3    | Joop Zoetemelk    | Nederland | z.t.       |
| 4    | Gerard Vianen     | Nederland | op 14"     |
| 5    | Willy Planckaert  | België    | z.t.       |
| 6    | André Dierickx    | België    | z.t.       |
| 7    | Frans Verbeeck    | België    | z.t.       |
| 8    | Gerben Karstens   | Nederland | z.t.       |
| 9    | Rik Van Linden    | België    | z.t.       |
| 10   | Willy Teirlinck   | België    | z.t.       |